# Е Чжэюнь
Е Чжэюнь — китайский бизнесмен, который был обвинён в причастности к коррупции в бельгийском футболе и скандалу со ставками в 2005 году. Несколько команд и/или игроков получили бы деньги от И за влияние на результаты матчей, вовлечённые игроки были уверены в возможности получения прибыли.
Команды, которые фигурировали в скандале: «Льерс», «Ла-Лувьер», «Сент-Трюйден», «Монс», «Вербрудеринг Гел» и «Беерсхот». Е Чжэюнь всегда подбирал команды с финансовыми проблемами, за исключением «Беерсхота», который в то время должен был провести решающий матч против боровшегося за выживание «Монса». Слухи о договорных играх начали ходить после нескольких матчей, на которые были очень много ставок с необычными событиями и/или результатами, например, «Льерс» дважды неожиданно выйдет на матч резервным составом. Е Чжэюнь также был владельцем финской команды «Алианси», ныне не существующего обанкротившегося клуба, который также, по-видимому, в конце своего существования также был участником договорных матчей. Полиция расследовала дело, но не нашла достаточных доказательств.
Королевская бельгийская футбольная ассоциация подверглась жёсткой критике со стороны прессы и футбольных болельщиков за ненадлежащее расследование данного случая. Много игроков и команд были обвинены в причастности к коррупции, но, в конце концов, в договорных матчах были признаны виновными только одна команда («Льерс» — переведён в третий дивизион), один тренер (Паул Пут — трёхлетняя дисквалификация) и один игрок (Хасан Качич — двухлетняя дисквалификация). «Льерс» и Качич обжаловали это приговор и в конечном итоге 17 марта они были оправданы.
Е Чжэюнь в основном работал вместе с Пьетро Аллаттой и Оливье Сураем. Полиция арестовала обоих, но они были освобождены после допроса. 16 марта Министерство юстиции Бельгии выдало международный ордер на арест Е Чжэюня. На данный момент место его пребывания неизвестно. Его адвокат сказал в интервью французский спортивной газете «L’Equipe», что Е Чжэюнь отрицал все обвинения и на то время находился где-то в Китае.
6 августа 2010 года федеральный прокурор объявил, что хочет расследовать дело. Было установлено, что бывший тренер «Льерс» Паул Пут, вратарь Клифф Мардулье и восемь других экс-игроков «Льерса» получили бы взятки между 5000 и 40000 евро на человека.